# ラッサダーティラートクマーン
ラッサダーティラートクマーン親王（1528年 - ？）はタイのアユタヤー王朝の王の一人。ラッサダーとも。前王の息子。わずか6歳で即位したが、チャイラーチャーのクーデターによりわずか五ヶ月で廃された。